# 9月4日 (旧暦)
旧暦9月4日（きゅうれきくがつよっか）は旧暦9月の4日目である。六曜は赤口である。

## できごと
- 応保元年（ユリウス暦1161年9月24日） - 天然痘の流行のため永暦より応保に改元

## 誕生日
- 元禄15年（グレゴリオ暦1702年10月24日） - 横井也有、俳人（+ 1783年）
- 寛保2年（グレゴリオ暦1742年10月2日） - 荒木田経雅、国学者（+ 1805年）

## 忌日
- 正徳5年（グレゴリオ暦1715年10月1日） - 小山良師、赤穂藩足軽頭（* 1648年）
- 享保7年（グレゴリオ暦1722年10月13日） - 近衛基熙、公卿（* 1648年）
- 文政3年（グレゴリオ暦1820年10月10日） - 浦上玉堂、文人画家（* 1745年）